# Narbomycin
Narbomycin ist ein Antibiotikum aus der Gruppe der Ketolide. Es inhibiert die Proteinbiosynthese der Bakterien und wird von Streptomyces venezuelae produziert.

## Eigenschaften
Narbomycin bildet farblose Kristalle. Unter Palladiumkatalyse kann die C=C-Doppelbindung hydriert werden. Durch saure Hydrolyse wird die Zuckereinheit abgespalten. Es wirkt in vitro stark antibakteriell gegen gram-positive jedoch nicht gegen gram-negative Bakterien.